# Monedas Bicentenario de 37,5 g de México
Las Monedas Bicentenario son dos monedas elaboradas en oro puro, se acuñaron por primera vez en 2010 como moneda para conmemorar el Bicentenario de la Independencia de México, se elaboraron dos tipos de moneda una con acabado en espejo y otra en satinado. Al centro, en perspectiva, la escultura de la Victoria Alada que corona el Monumento a la Independencia, monumento construido para conmemorar el Centenario de la Independencia Mexicana, y que se encuentra ubicado en  el Paseo de la Reforma de  la Ciudad de México, Bicentenario en alusión a dicho festejo, 1810-2010  tiempo, 200 pesos  valor.
El anverso muestra el Escudo Nacional de México, circundado por la leyenda Estados Unidos Mexicanos, y en el canto se lee la inscripción Independencia y Libertad, ambas monedas tienen un diámetro de 37.0 mm y una pureza de .900 ley.
La moneda Bicentenario convivirá con el tradicional Centenario.